# Ascensor Cordillera

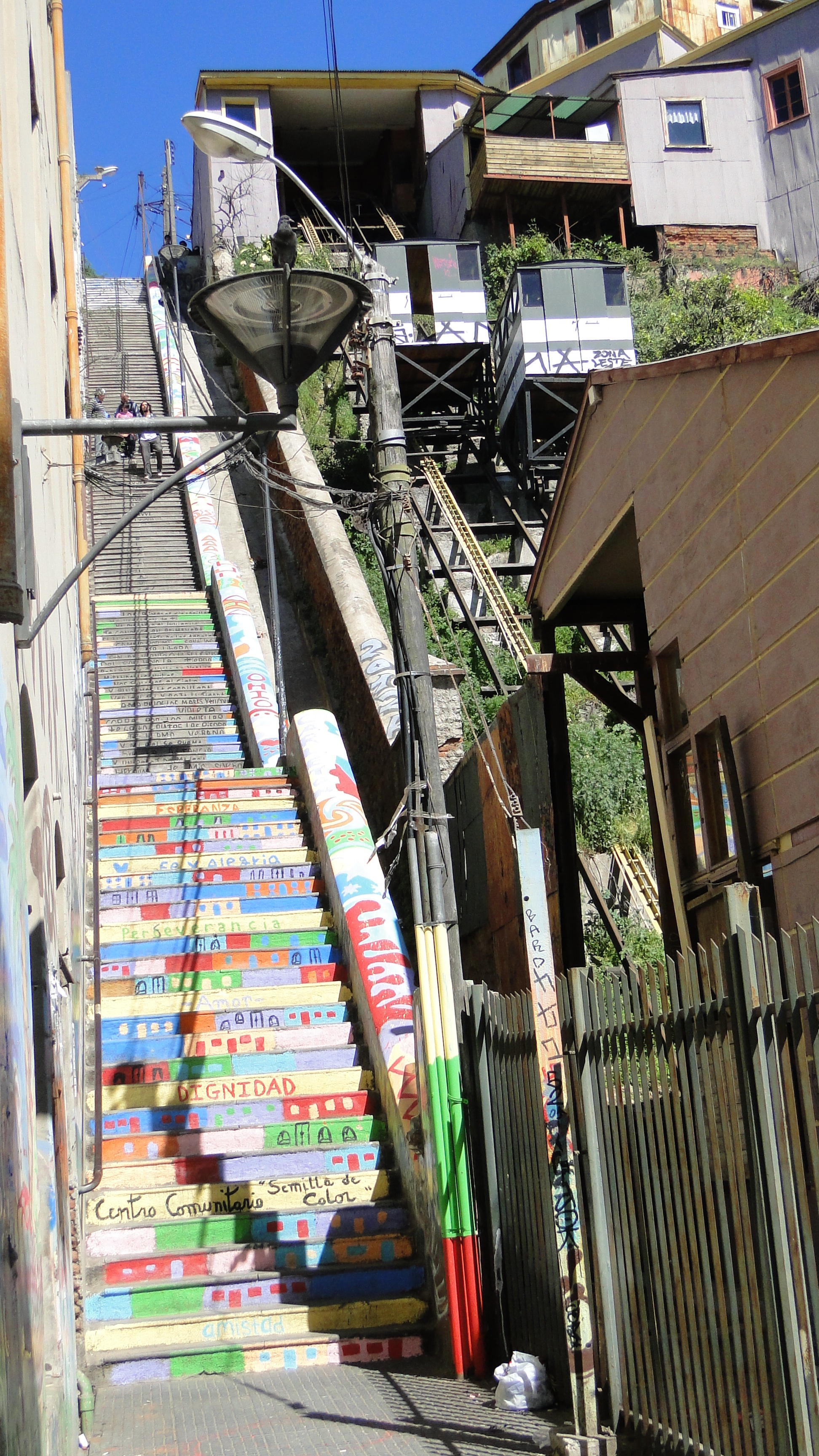
Ascensor Cordillera.

El ascensor Cordillera es el segundo funicular que se construyó en Valparaíso a finales del siglo XIX, demostrando la importancia de la calle al pie del cerro, en la que se ubica su estación inferior (en la antigua calle de la Planchada).
En todo el largo del ascensor, la subida se puede realizar a través de una escala adyacente al recorrido del mismo, dándole al peatón dos alternativas para subir.

## Ubicación
Ubicado en el cerro del mismo nombre, comunica la calle Serrano (en el plan) con el Cerro Cordillera.

## Historia
Este ascensor se inauguró en 1886. Dio respuesta a la intensa actividad mercantil de carácter marítima del sector del puerto durante finales del siglo XIX y principios del siglo XX. El actual ascensor, construido en 1894, corresponde a una reconstrucción del original, el que fue destruido por un incendio.
En 2013, tras su adquisición se recuperó el ascensor.

## Característica
Este funicular fue el segundo de mayor gradiente llegando a los 70 grados, su largo de recorrido es de 60 metros y la cota de 55 metros.